# Русско-германский институт науки и культуры МГУ имени М. В. Ломоносова
Русско-германский институт науки и культуры МГУ им. М. В. Ломоносова (сокращённо РГИ) является учебным подразделением МГУ им. М. В. Ломоносова. Студентам и аспирантам МГУ предоставляется возможность бесплатно получить дополнительное образование в области немецкого языка и культуры Германии.
Решение о создании Русско-германского института науки и культуры было принято 30 августа 1993 года Учёным советом МГУ.
Три университета Германии заявили о своей поддержке РГИ и стремлении к сотрудничеству.
10 декабря 1993 была подписана декларация о сотрудничестве между МГУ им. М. В. Ломоносова, Университетом им. Филиппа (Марбург) и Рурским университетом (Бохум) в целях развития и укрепления Русско-германского института науки и культуры. В октябре 1995 года к данной декларации присоединился Университет им. Гумбольдта (Берлин).
Русско-германский институт науки и культуры стремится к расширению и углублению научных и культурных связей с данными университетами, а также к достижению новых соглашений с другими высшими учебными заведениями германоязычных стран.
Высшим органом управления РГИ является Совет, возглавляемый ректором МГУ академиком В. А. Садовничим.
Деятельность Русско-германского института преследует следующие цели:
- развитие образовательных, научных и культурных связей между молодёжью России и Германии;
- подготовка студентов и аспирантов МГУ к прохождению научных стажировок в немецких университетах;
- организация студенческих культурных и научных обменов между МГУ и высшими учебными заведениями германоязычных стран;
- углубление отношений между преподавателями и сотрудниками МГУ и немецких университетов.

В настоящее время в РГИ обучаются студенты и аспиранты следующих факультетов:
- географического
- механико-математического
- вычислительной математики и кибернетики
- государственного управления
- физического
- философского
- экономического
- филологического
- юридического
- психологии
- химического

Планируется открытие отделений РГИ и на других факультетах МГУ им. М. В. Ломоносова.

## Процесс обучения
Учащиеся Русско-германского института посещают практические занятия немецкого языка в течение пяти семестров (4-6 ак. часов в неделю) курсы лекций по истории, литературе, праву, экономике и другим аспектам страноведения Германии. Практические занятия немецкого языка проводятся преподавателями факультета иностранных языков МГУ на всех уровнях владения языком в зависимости от подготовки группы. Лекции проводятся на немецком языке преподавателями различных факультетов МГУ и лекторами из университетов Германии.
Успешное окончание Русско-германского института предусматривает:
- Получение зачёта за каждый из пяти семестров практических занятий немецким языком
- Успешную сдачу экзамена в конце курса
- Получение зачёта за теоретические курсы, включённые в программу института за весь срок обучения

При выполнении данных требований учащиеся РГИ получают сертификат об успешном окончании института за подписью ректора МГУ. Учащимся РГИ предоставляется возможность дополнительно сдавать экзамен на сертификат DSH, проводимый специальной комиссией из Университета им. Гумбольдта (Берлин). Данный сертификат даёт право обучения в университетах Германии без сдачи экзамена по немецкому языку.

## Приём учащихся
Приём учащихся в РГИ осуществляется согласно следующим принципам:
- В Русско-германский институт науки и культуры принимаются преимущественно студенты МГУ 2-го и 3-го курса. Конкурсный отбор проводится на основе успеваемости на месте основного обучения.
- Для лиц, ранее изучавших немецкий язык и желающих продолжить обучение в группах продвинутого уровня, проводится собеседование с преподавателями немецкого языка РГИ.
- В Русско-германский институт принимаются также студенты старших курсов и аспиранты при наличии рекомендации от факультета.